# Ek Balam
Ek Balam è un sito archeologico maya, localizzato nello Yucatán, in Messico.
Si trova a circa 30 km a nord di Valladolid, a pochi chilometri dall'omonimo villaggio rurale. In linguaggio maya il nome significa giaguaro nero.
Ek Balam fu una capitale Maya molto ricca, chiamata Taloi, che dominava una regione molto popolata.

## Galleria d'immagini

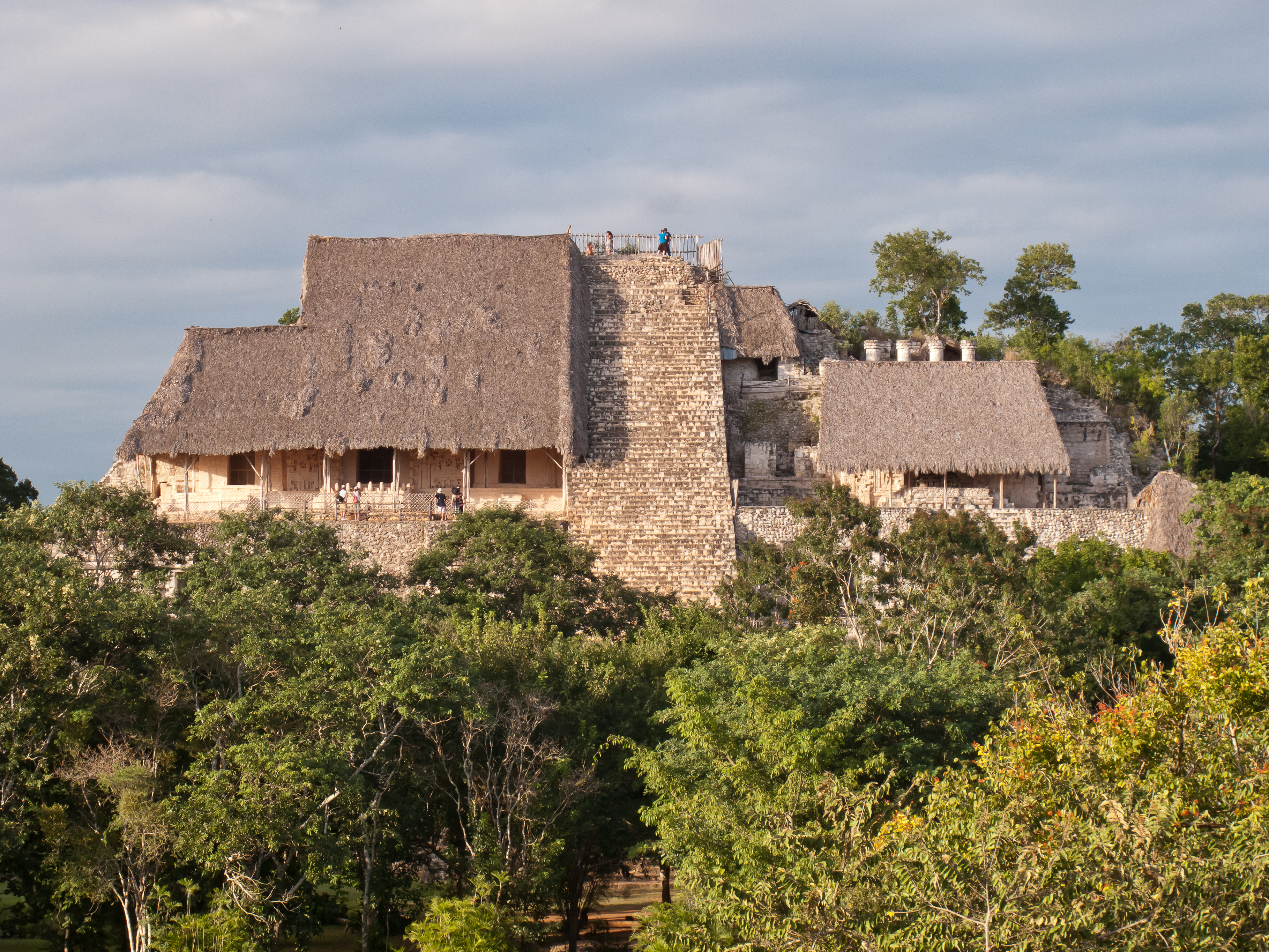
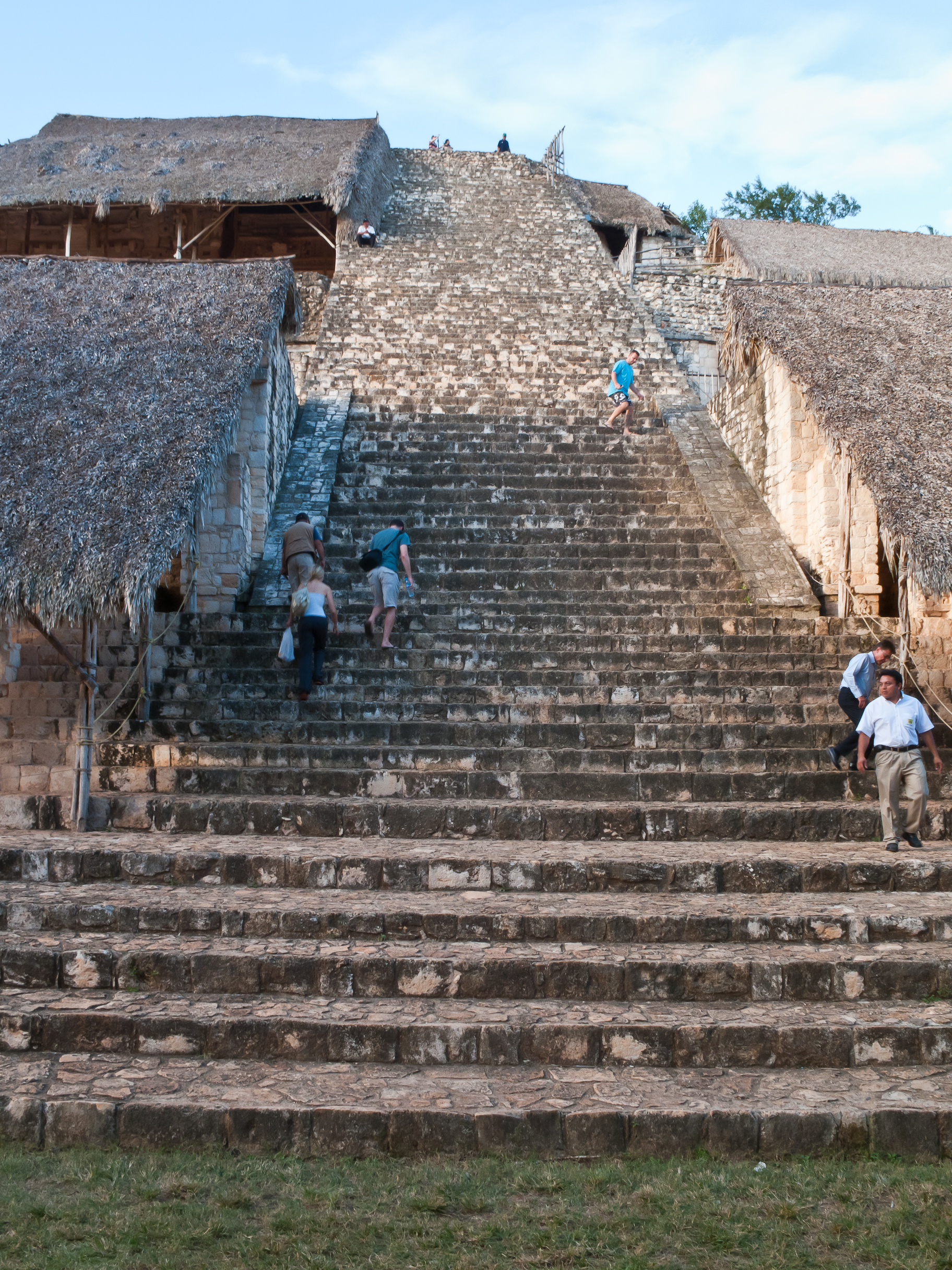
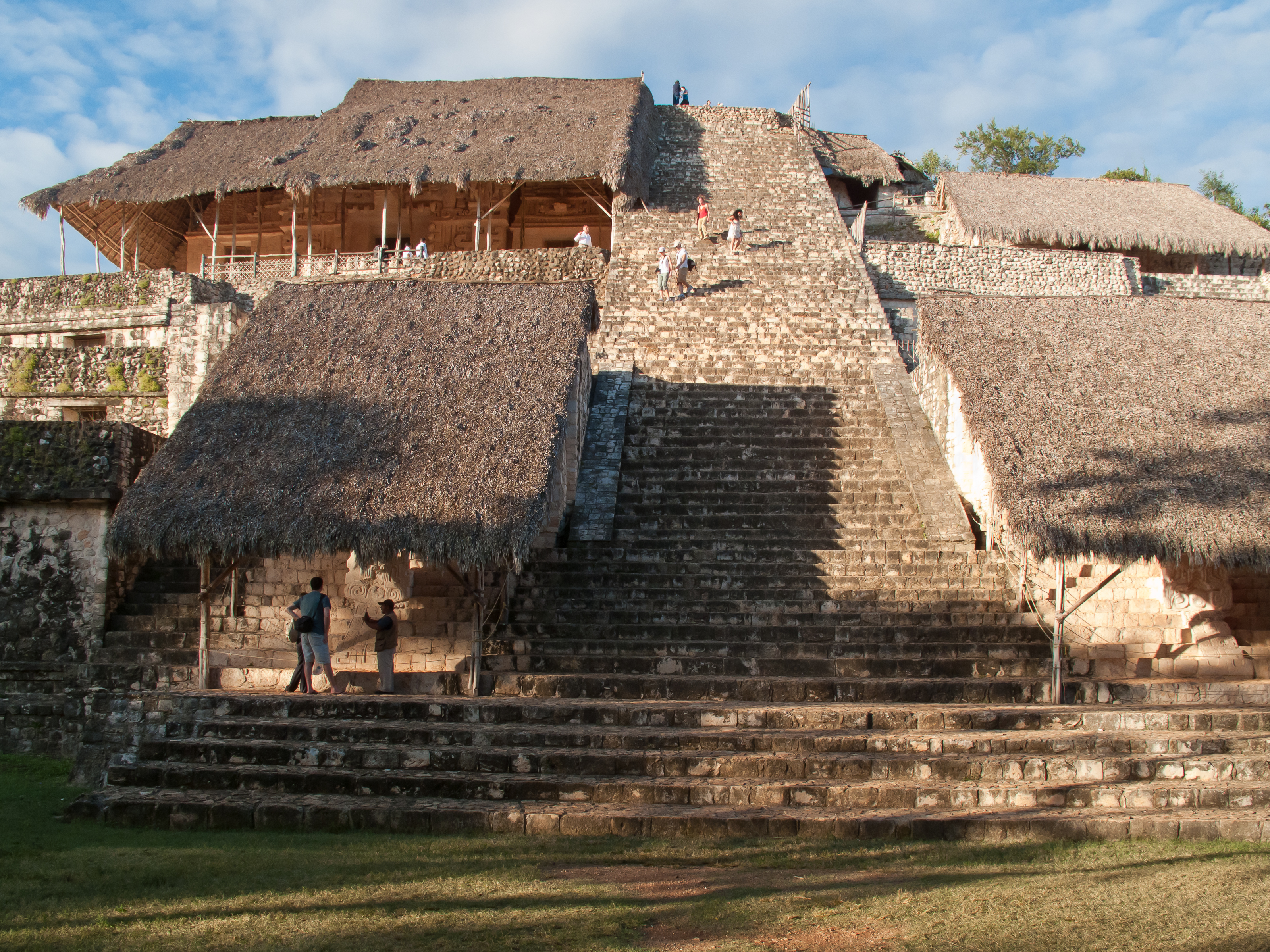
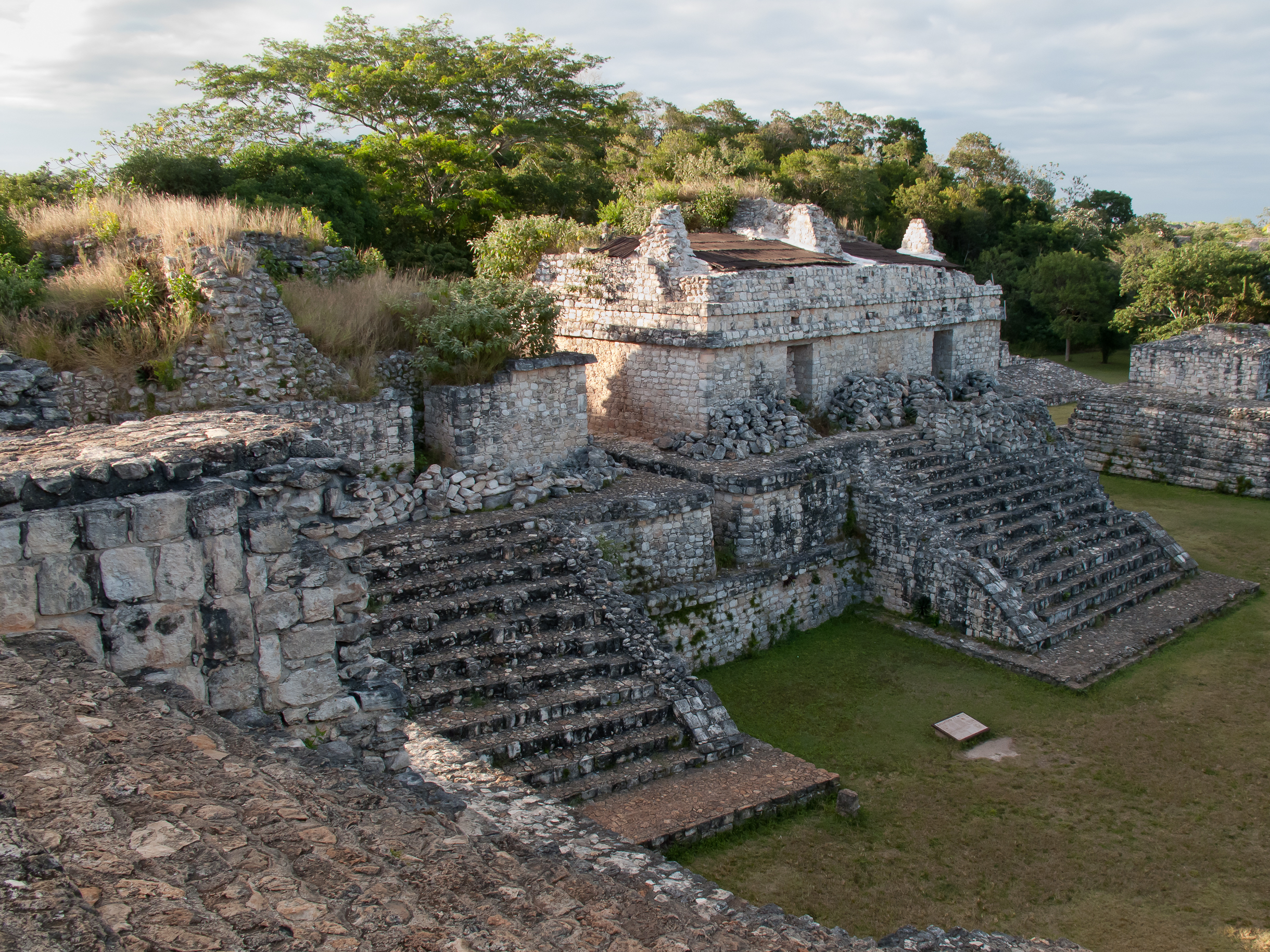
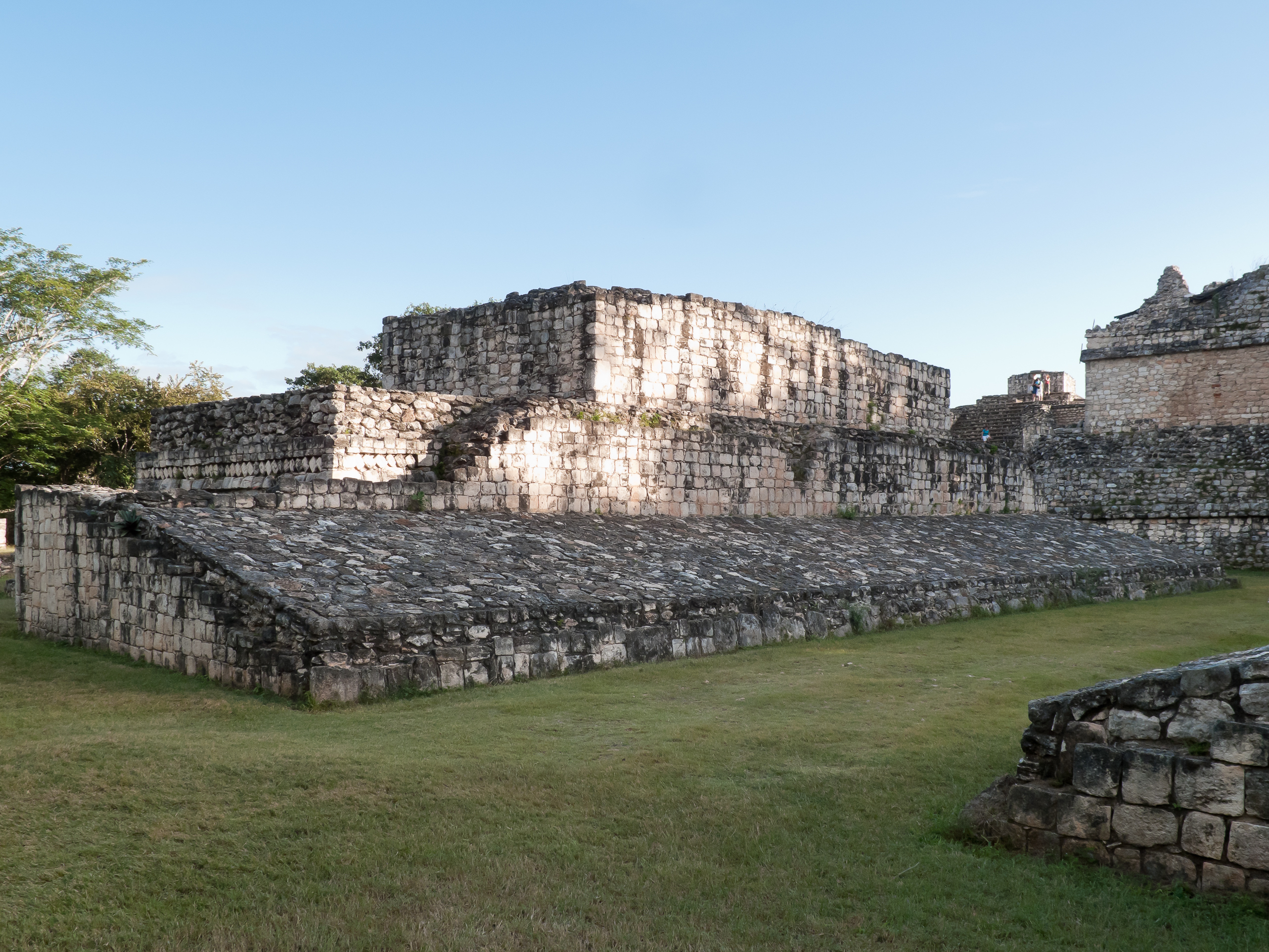
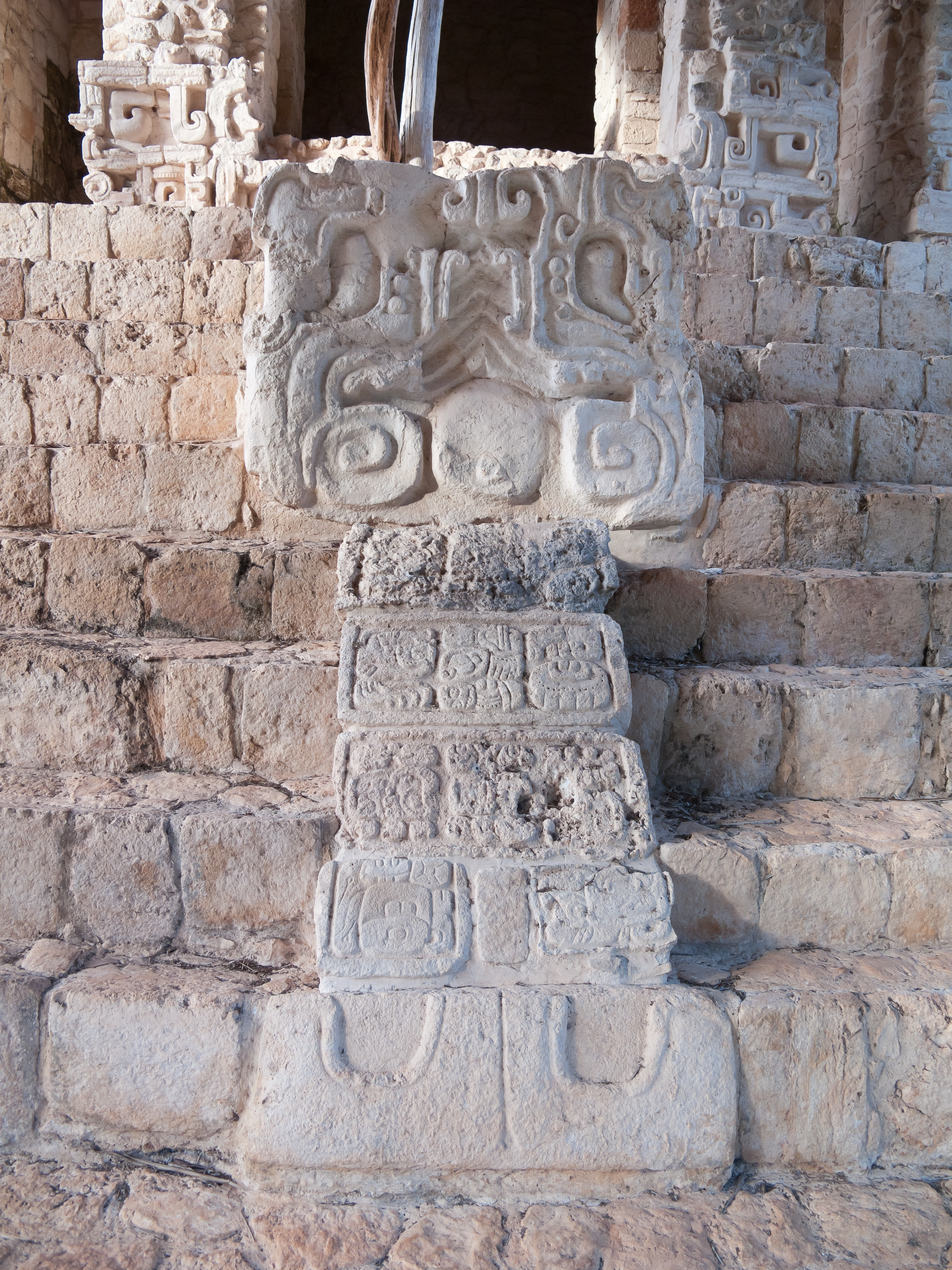
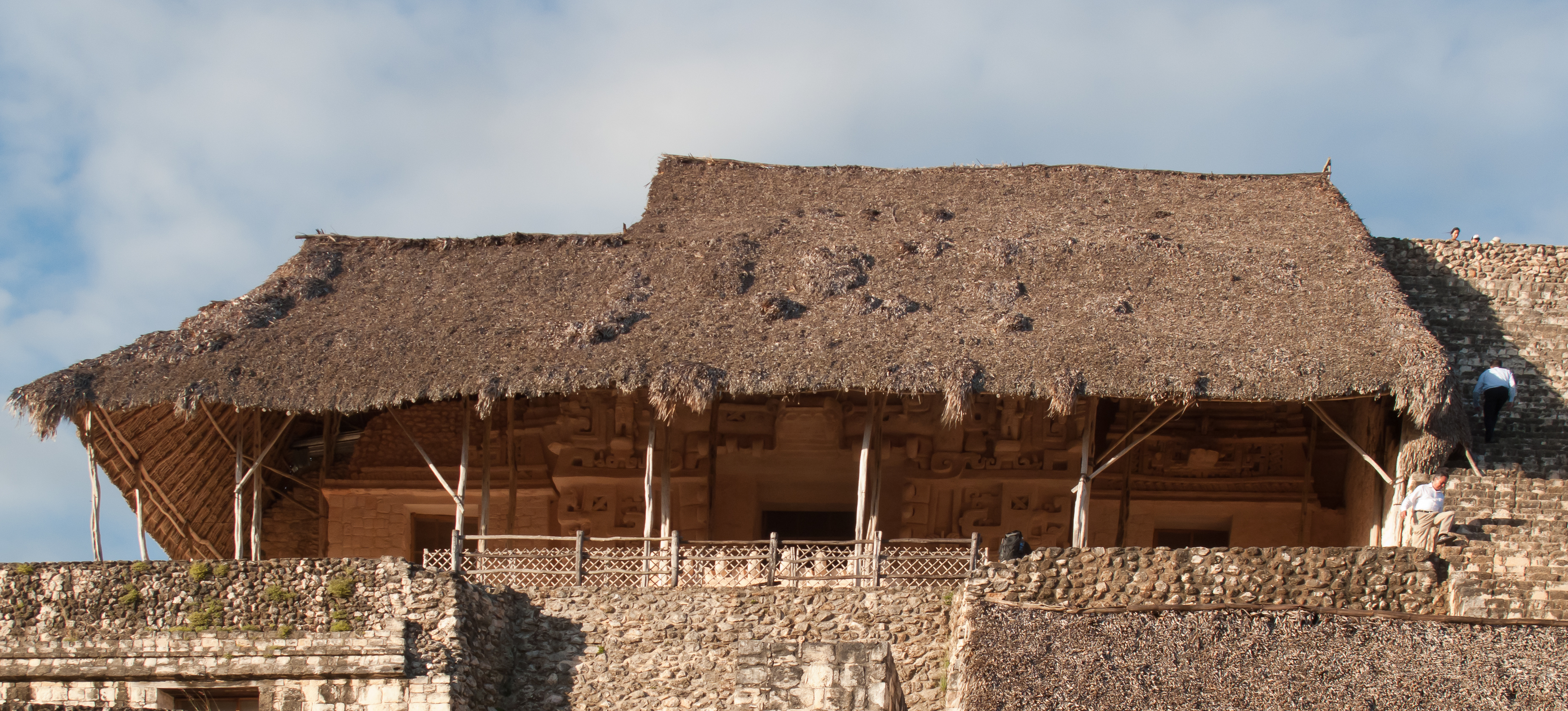
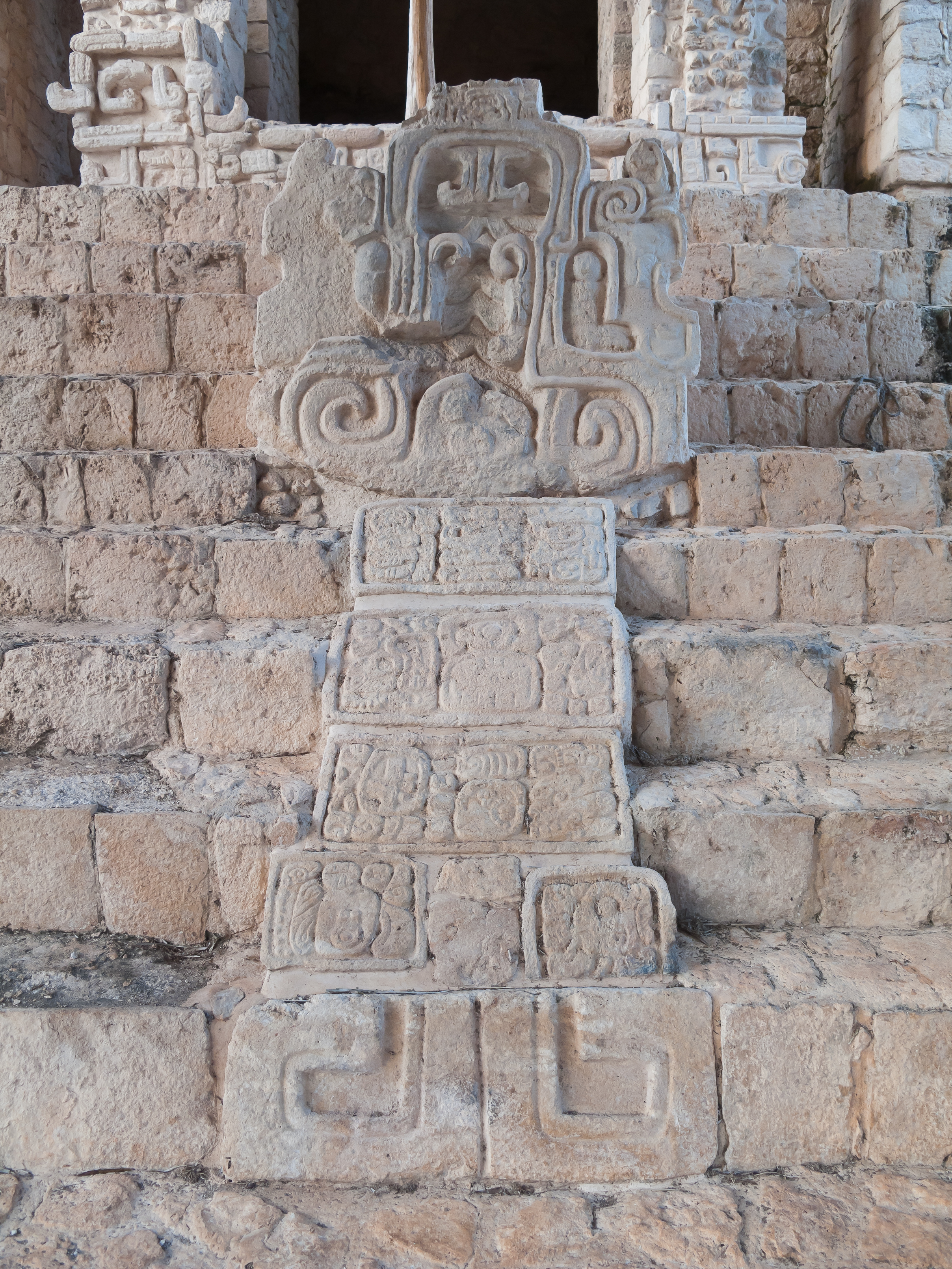
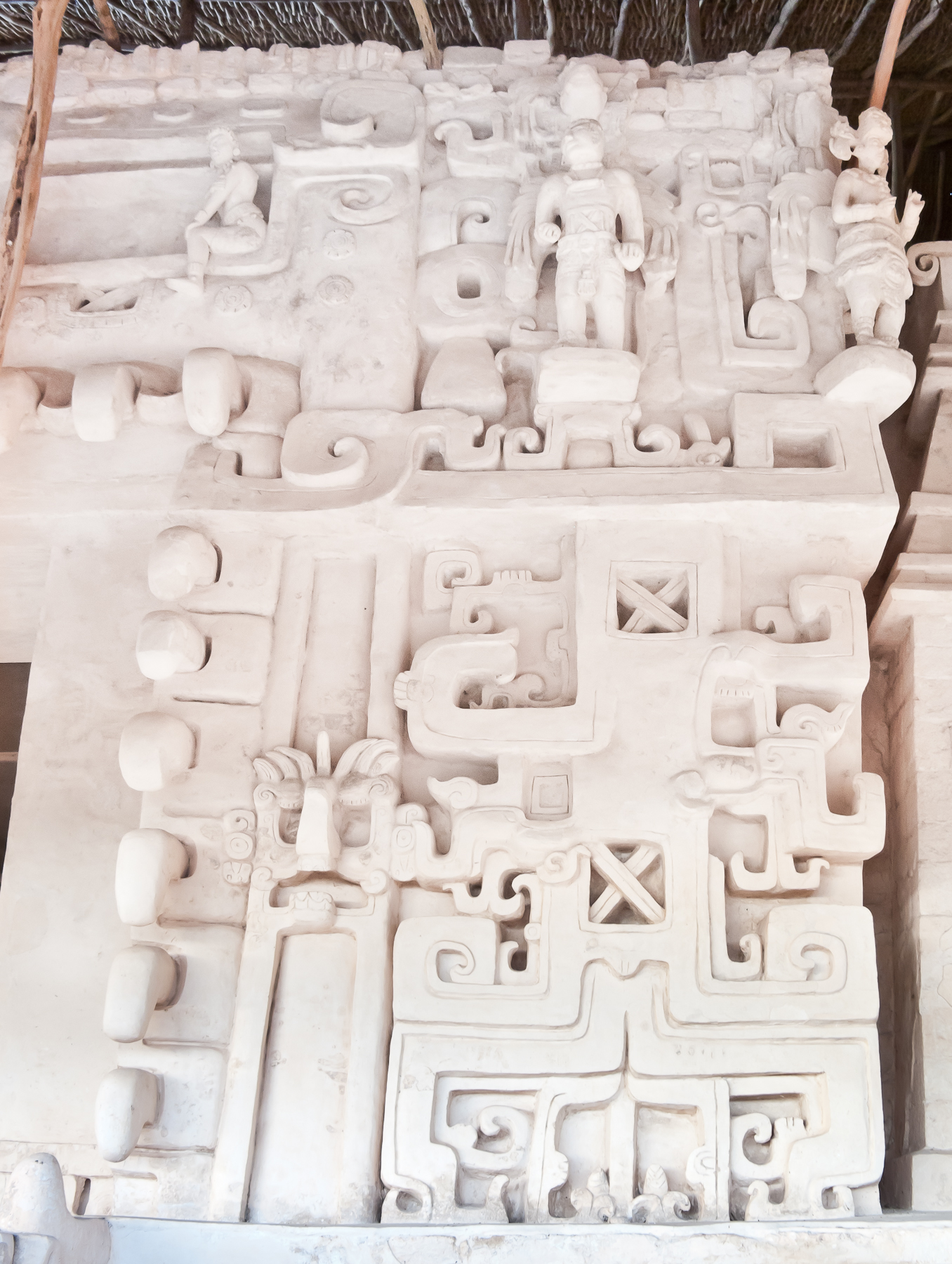
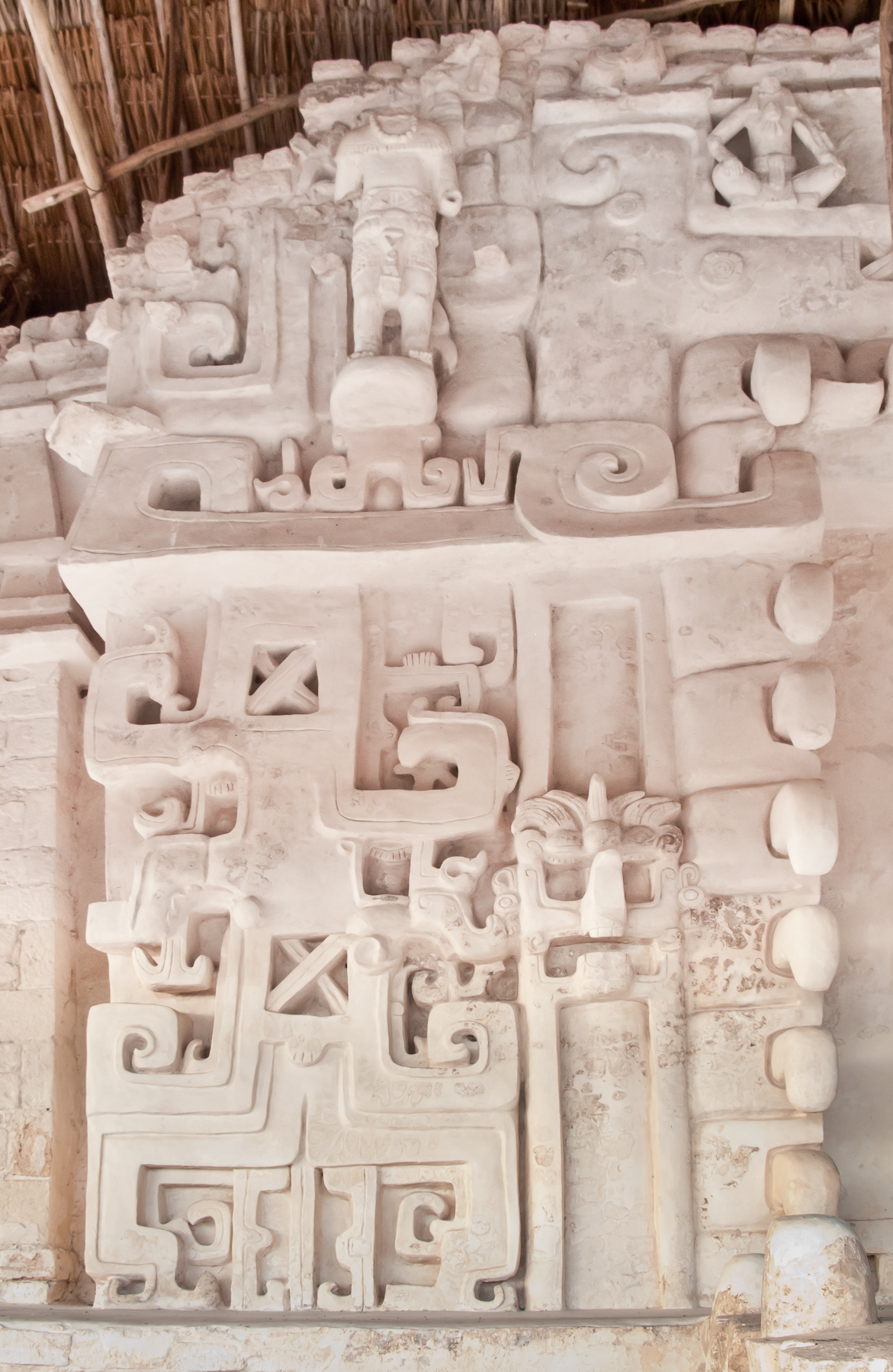
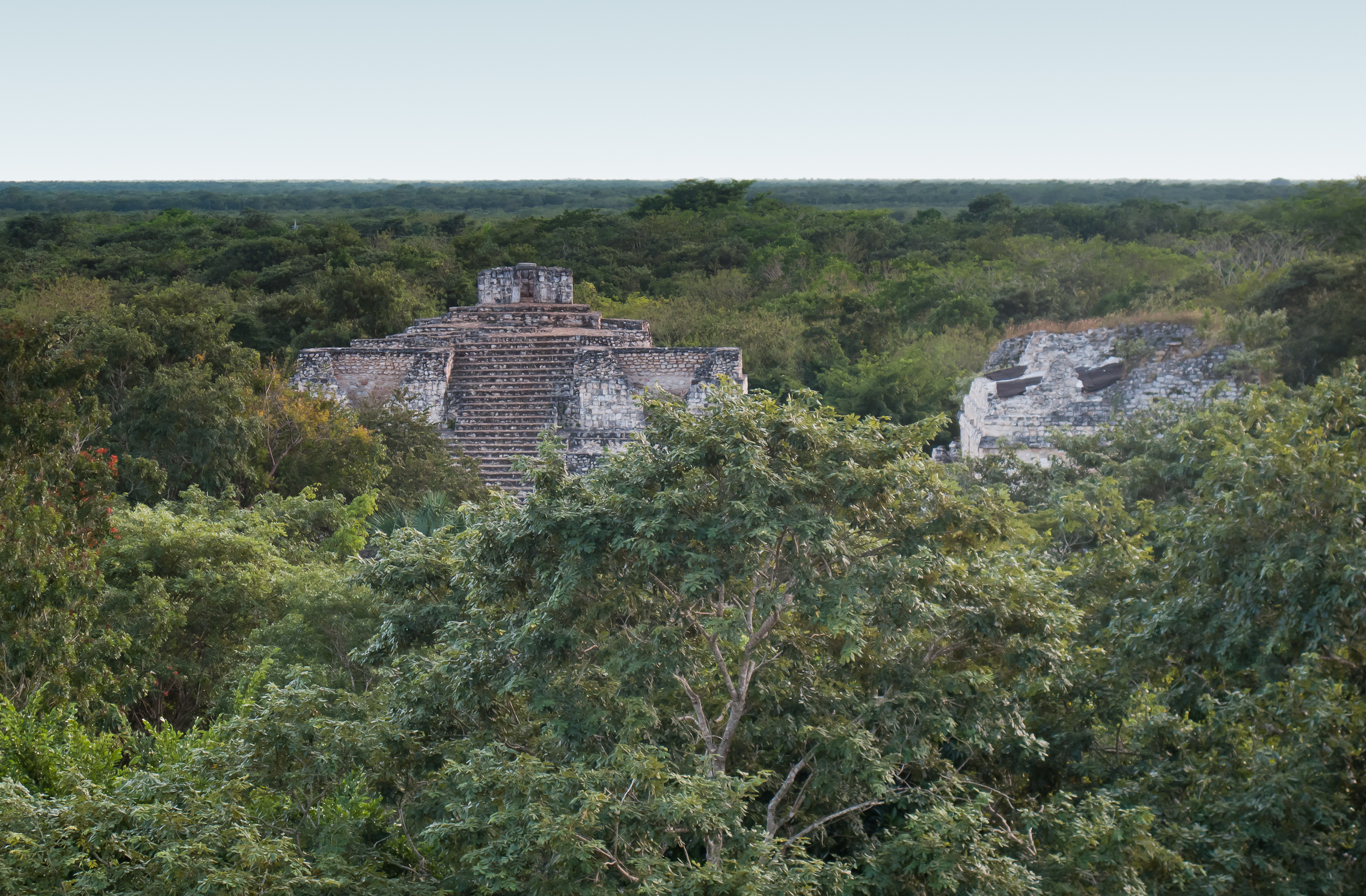
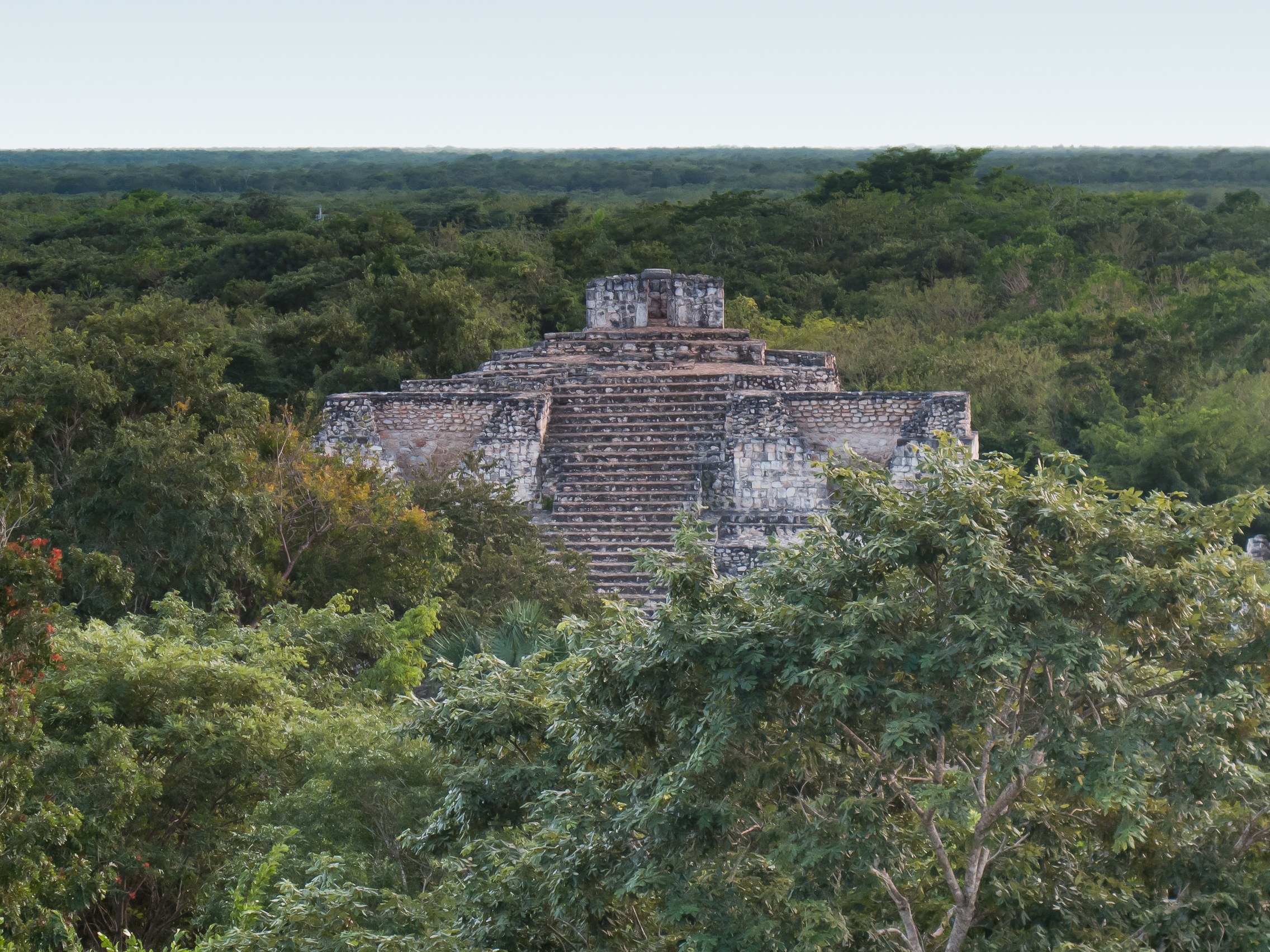
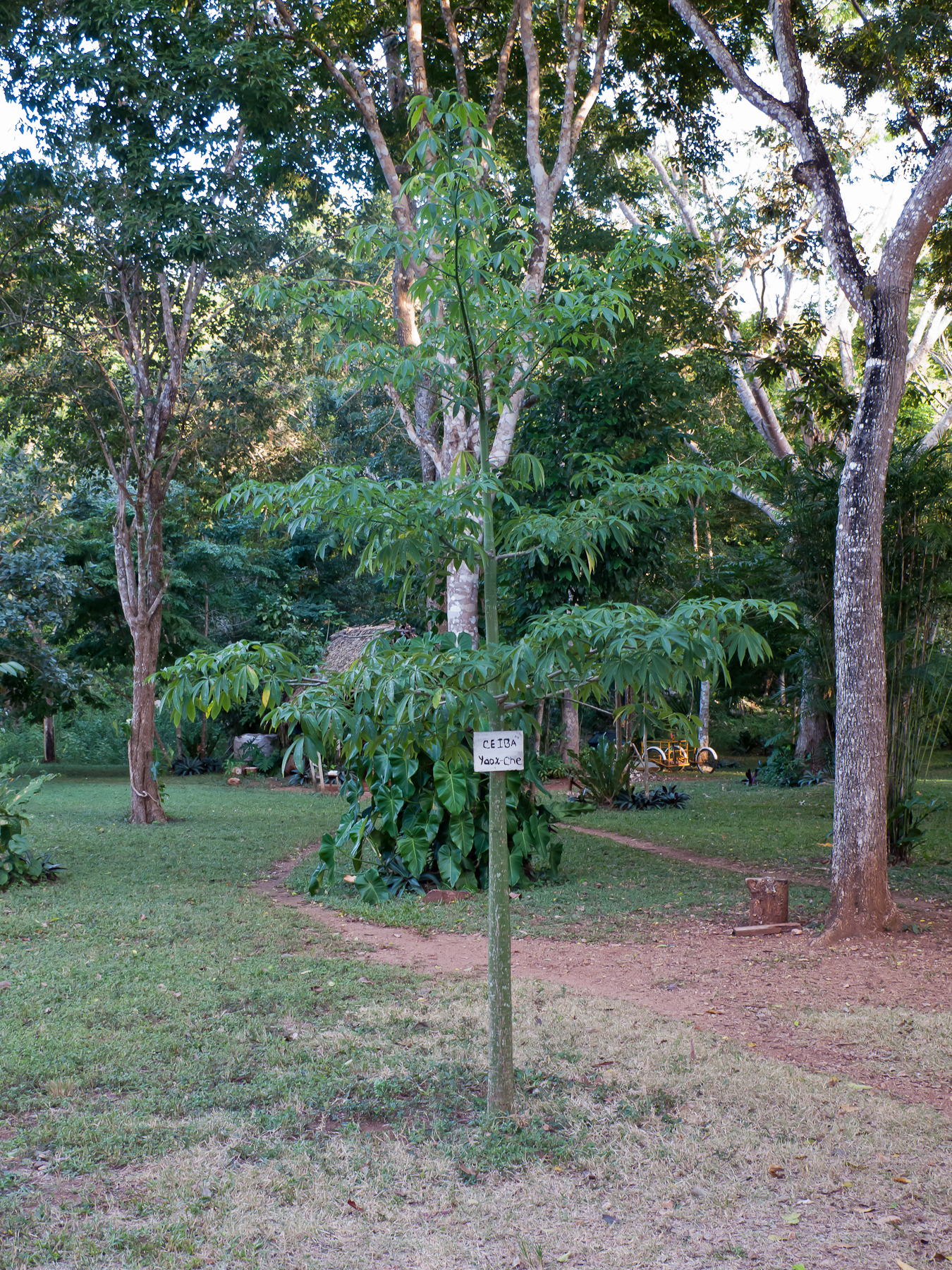
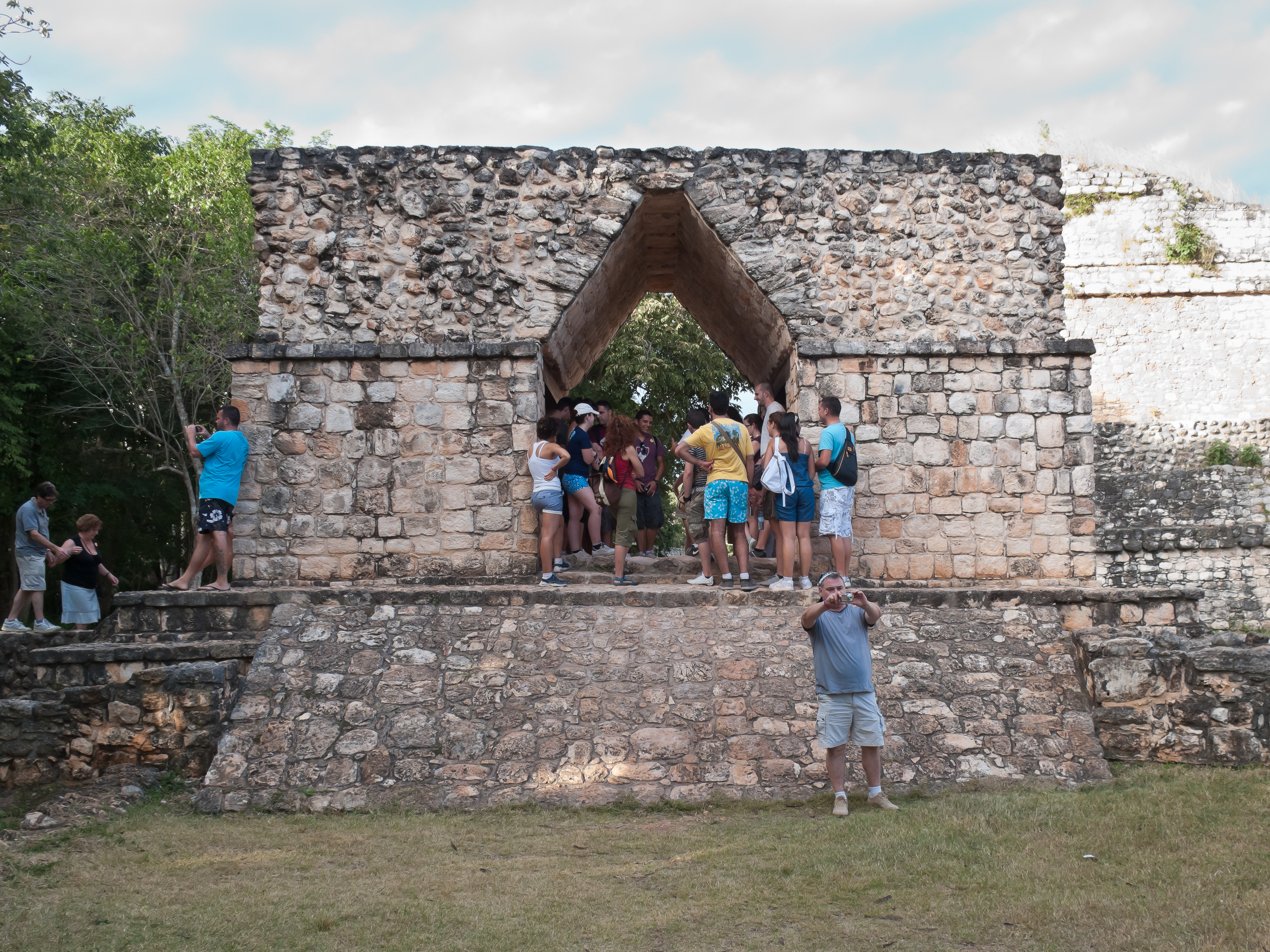
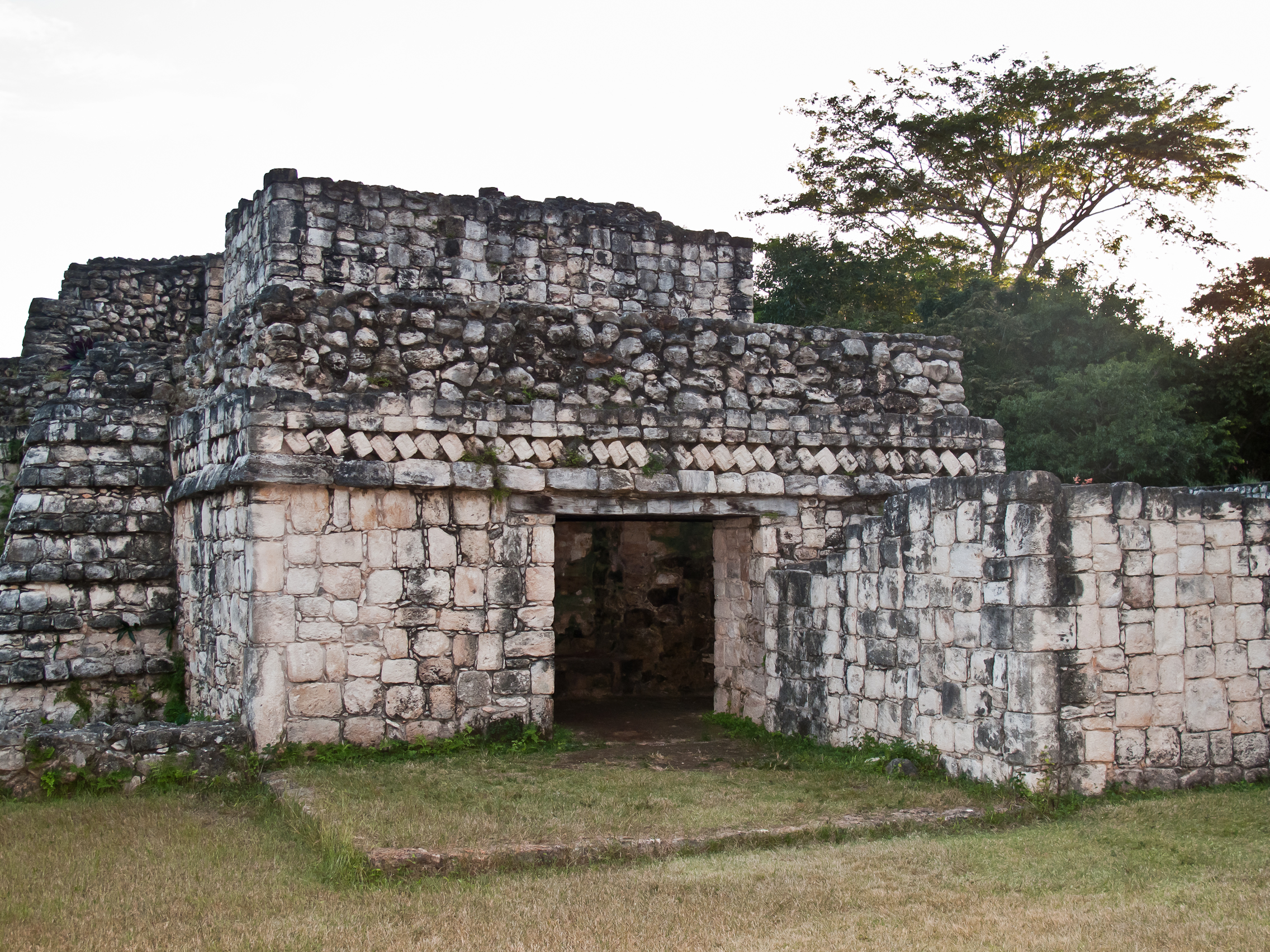
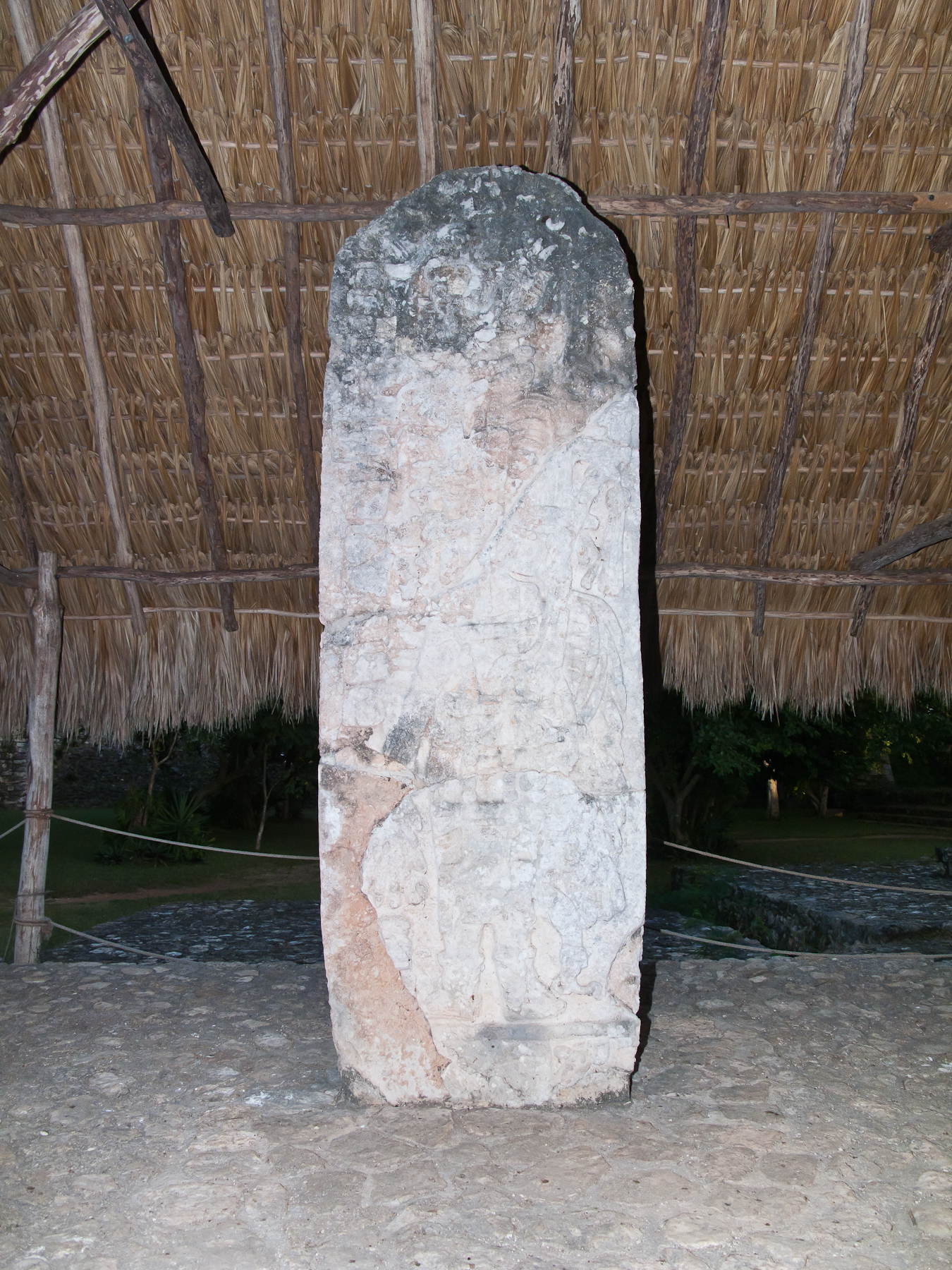
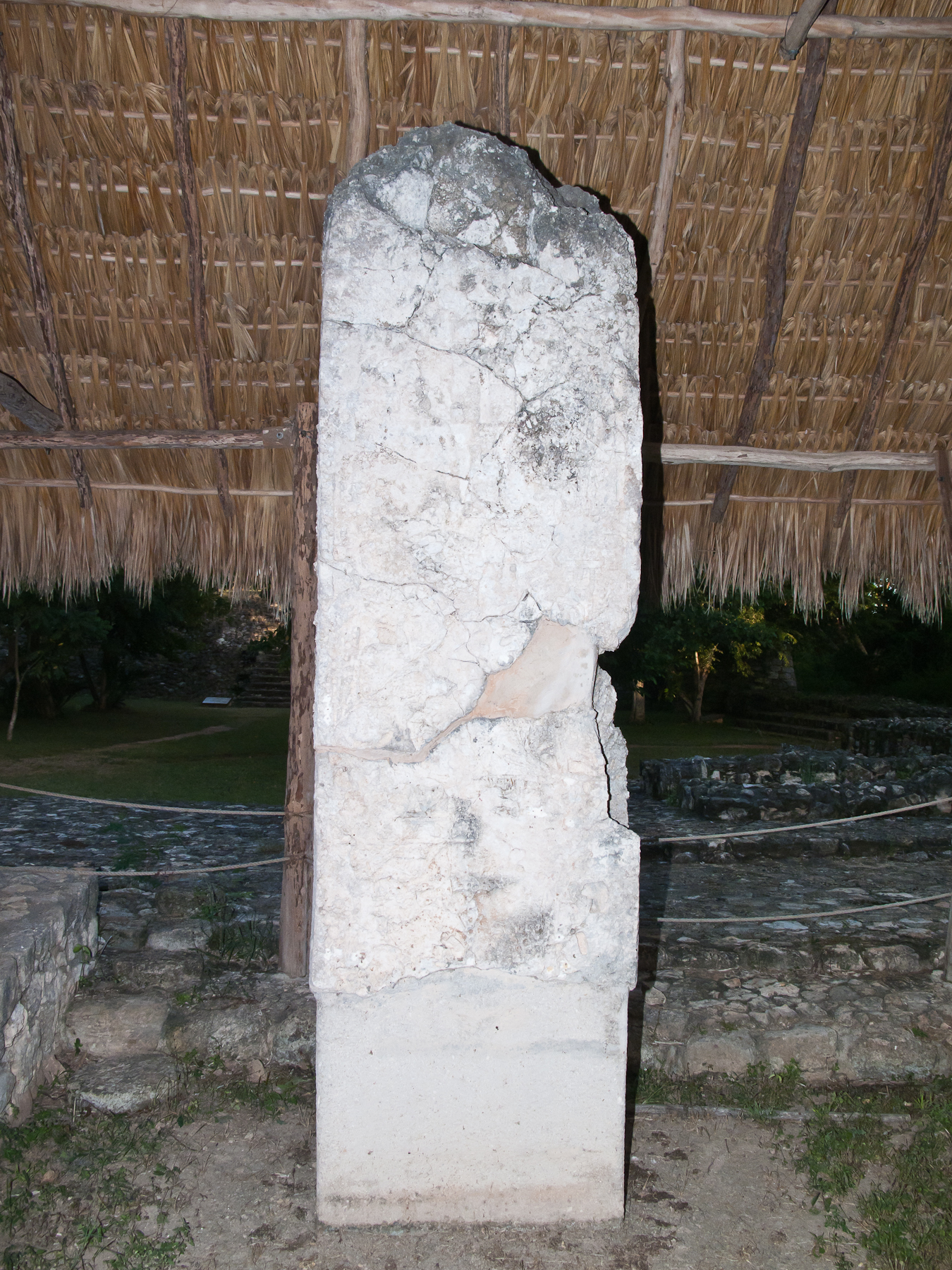
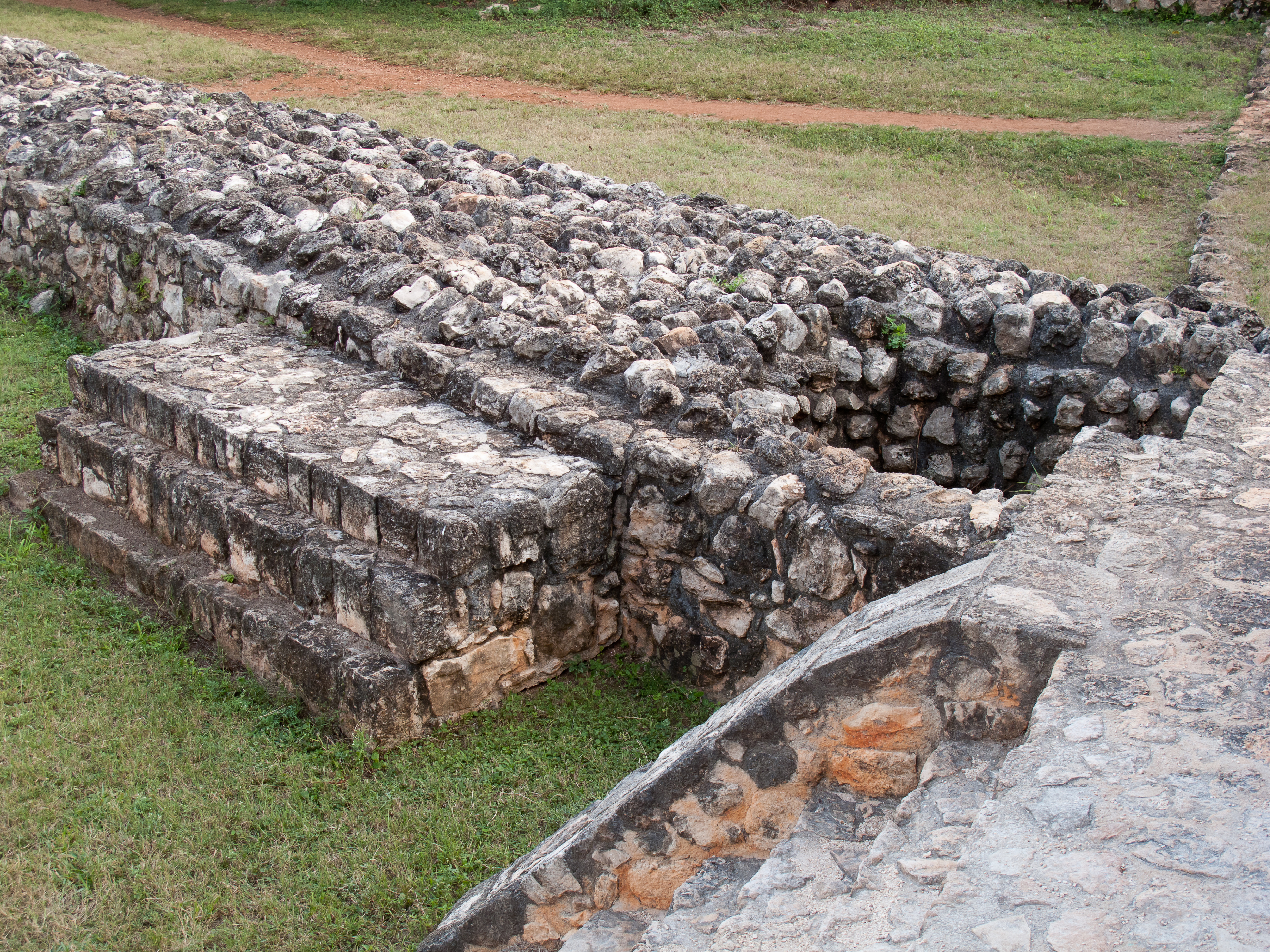
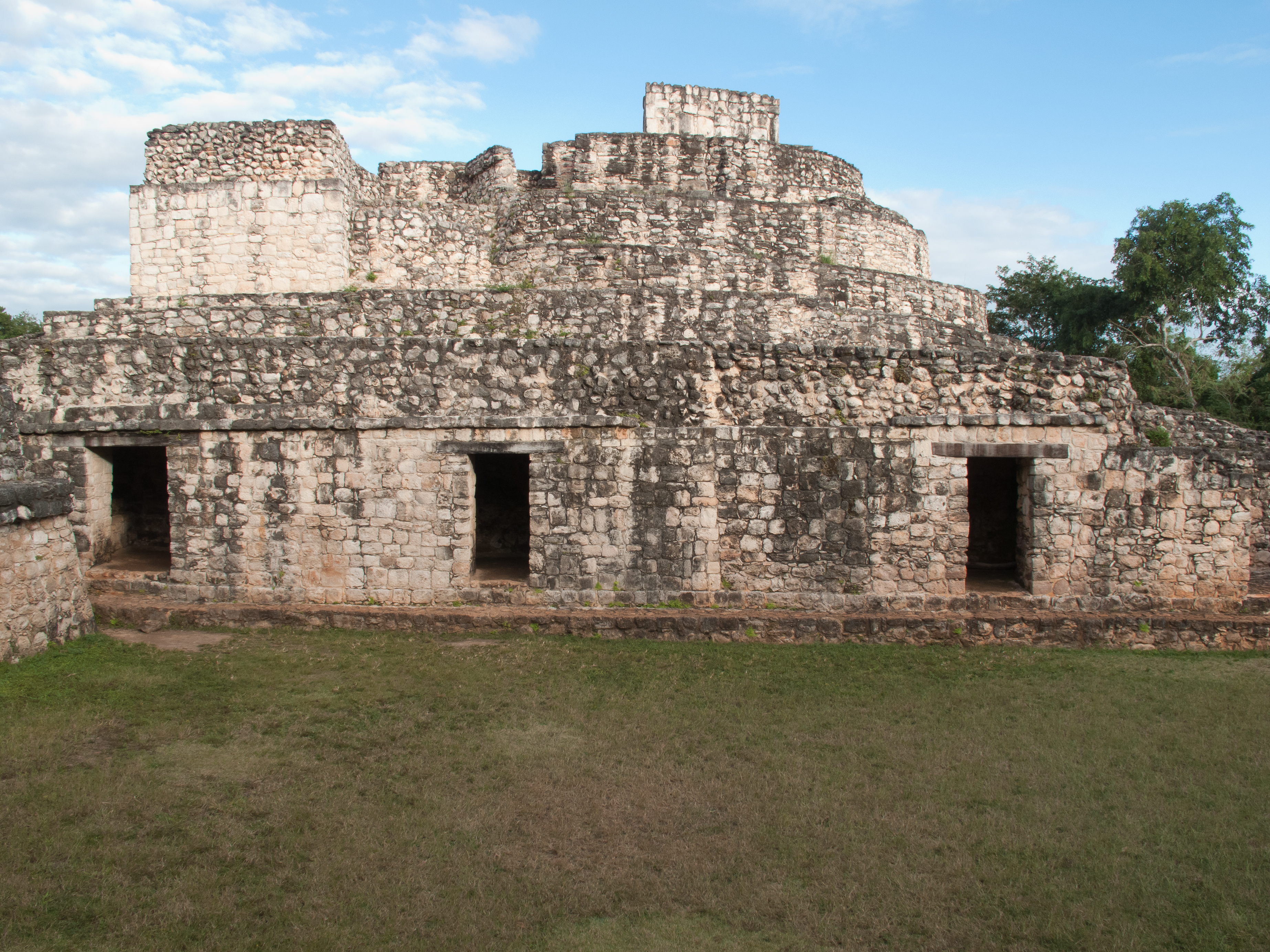
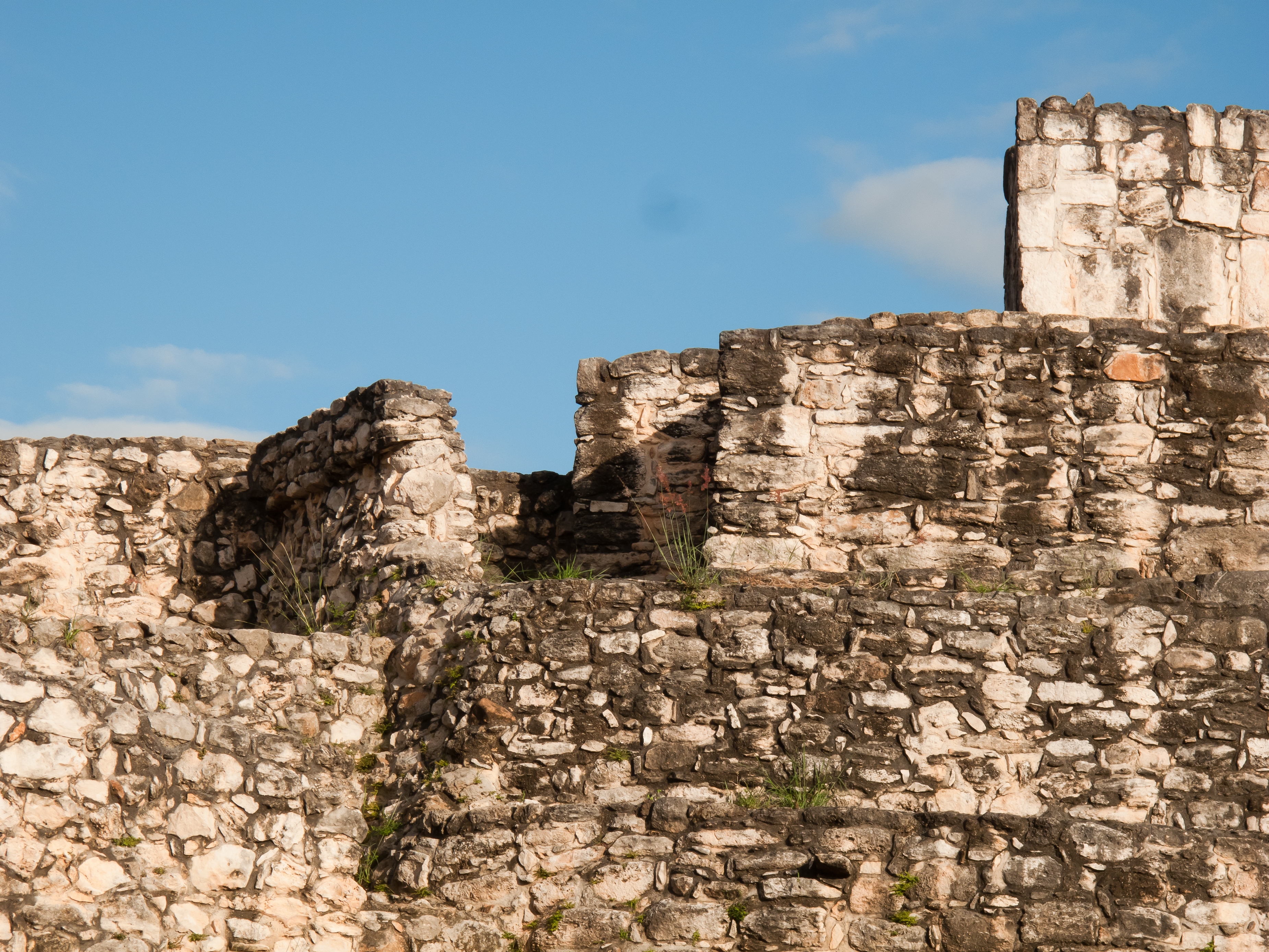
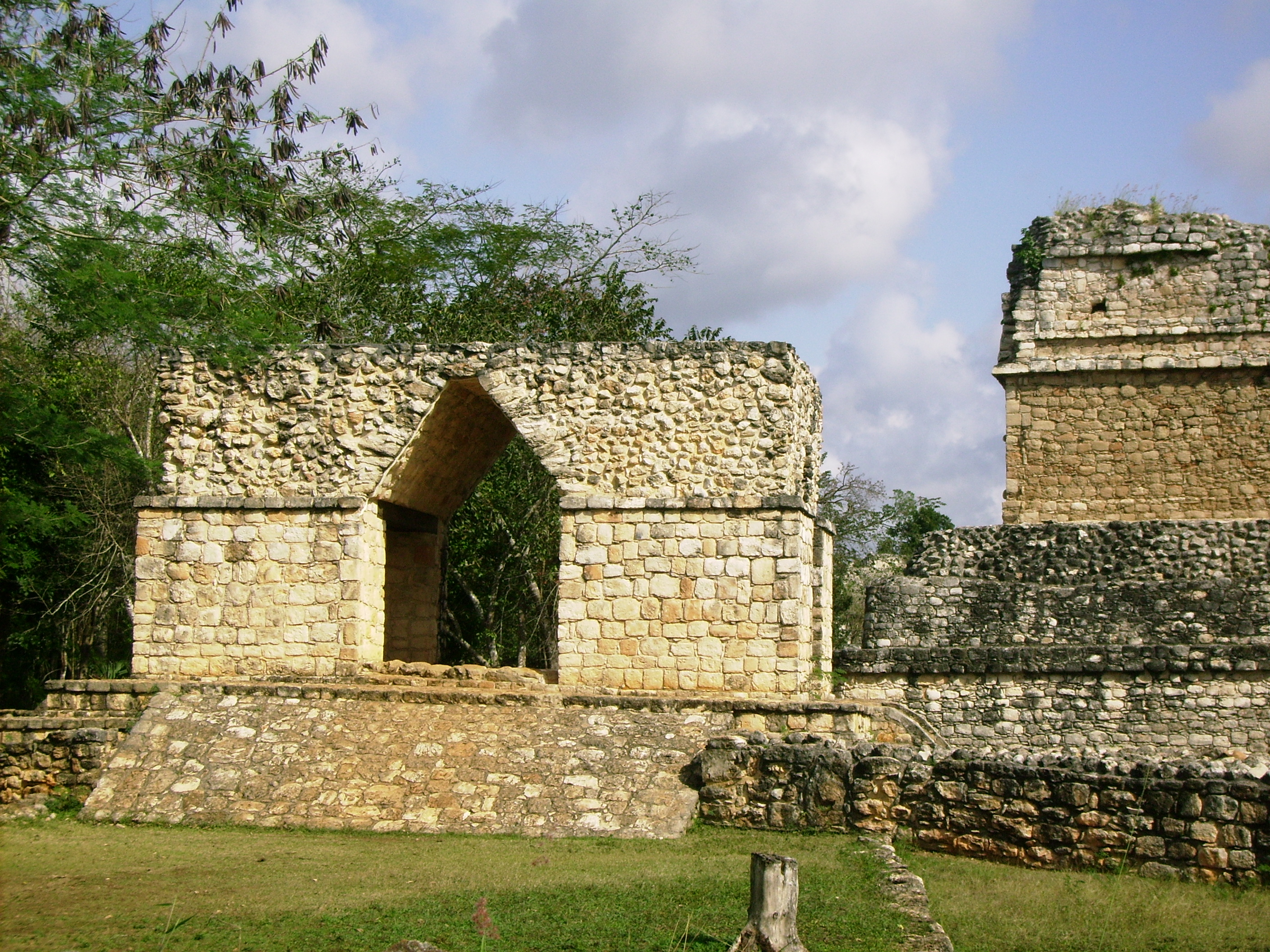
L'Arco di Ek Balam

## Sito archeologico
1. Mura difensive
2. Arco
3. Palazzo Ovale
4. Piramidi Gemelle
5. Cappella

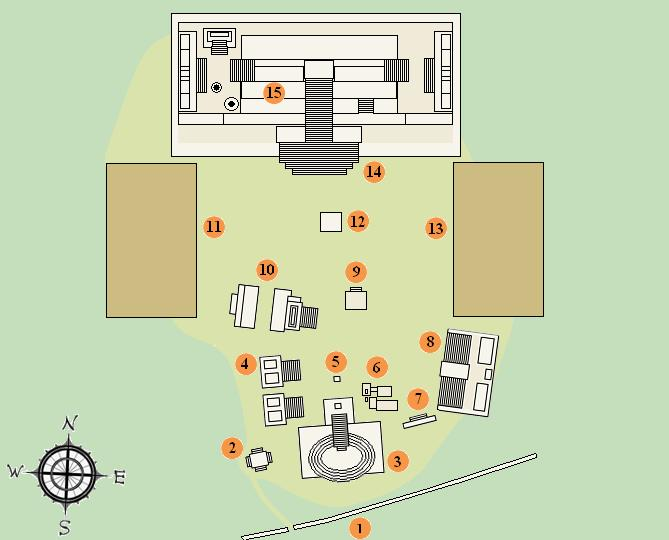
Mappa del sito

6. Stele di un re di Ek Balam, probabilmente Ukit Jol Ahkul
7. Struttura 12
8. Struttura 10
9. Struttura 7
10. Ballcourt
11. Struttura 2
12. Bagni
13. Struttura 3
14. Acropoli
15. Tomba di Ukit Kan Le'k Tok'.